# Ananda Everingham
Ananda Everingham (thaï : อนันดา เอเวอริ่งแฮม ; laotien : ອນນັດາ ເອເວອຣິ່ງແຮນ, né le 31 mai 1982 en Thaïlande) est un acteur australo-thaïlandais.

## Biographie
Ananda Everingham est né le 31 mai 1982 à Bangkok, en Thaïlande. Il est le fils de John Everingham, un photojournaliste australien basé à Bangkok et de Keo Sirisomphone, une laotienne. L'histoire de ses parents a inspiré un téléfilm en 1982, diffusé et produit par la NBC, Love Is Forever (en), mettant en vedette Michael Landon et Laura Gemser : l'histoire se déroule en 1977 et raconte les péripéties d'un photojournaliste qui parcourt le fleuve Mékong pour sauver sa maîtresse. Ses parents divorcent en 1997. À la suite du remariage de son père, Ananda a deux demi-frères australo-chinois, Chester Jay Everingham et Zenith Lee Everingham.
De par sa nationalité australienne, Ananda passe la majeure partie de son enfance et de son adolescence entre la Thaïlande et l'Australie. Il vit quelque temps en Australie avec ses grands-parents Joan Victoria et George Matthew Everingham. À l'âge de 14 ans, alors qu'il travaille à temps partiel dans le restaurant indien de sa famille, il est découvert par Mingkwan Sangsuwan - employé de la GMM Grammy, l'une des plus importantes sociétés de divertissement thaïlandaises. Dès lors sa carrière est lancée. À 16 ans, il enchaîne les petits rôles tout en suivant en parallèle des cours à la Bangkok Patana School - les horaires flexibles lui permettent de continuer ses études, y compris en période de tournage.
Toutefois, c'est en 2004, avec Shutter, que sa carrière prend un véritable essor : en Thaïlande et à Singapour, le film est très bien reçu et enchaîne les festivals, notamment le prestigieux Festival international du film de Bangkok. Ce long-métrage horrifique connaîtra par la suite trois remakes dont Shutter, une version américaine. S'il reste une valeur sûre du cinéma d'horreur thaïlandais (notamment avec The Coffin ou plus récemment O.T. Ghost Overtime), Ananda Everingham s'illustre également dans des épopées historiques (tel Pirates de Langkasuka) ou des films de super-héros (le remake Red Eagle où il campe un héros iconique de la culture asiatique).
C'est toutefois dans les productions plus modestes qu'il confirme sa réputation, comme Me... Myself de Pongpat Wachirabunjong. Ce film dramatique sur la reconstruction et la découverte de ses origines, où Ananda campe le rôle d'un jeune homme amnésique, est très bien accueilli. Le film reçoit plusieurs prix dont celui de réalisateur le plus prometteur au 38e Festival international du film d'Inde. C'est avec Me... Myself qu'Ananda effectue son retour au Festival international du film de Bangkok en 2007, ce même festival où Shutter lui avait apporté la notoriété quelques années plus tôt.
En 2010, Eternity (en), dont il partage l'affiche avec Laila Boonyasak, signe la consécration : cette grande fresque historique et romantique remporte cinq prix, dont Meilleur acteur et Meilleur film, et est sept fois nommée aux Thailand National Film Association Awards (en).
En 2019, Ananda Everingham milite au côté de Fabien Cousteau pour la protection des océans, et en particulier pour les tortues de mer. 

## Filmographie
Sources : telerama.fr

### Cinéma
- 1998 : Anda kub Fahsai (อันดากับฟ้าใส) de M.L. Pundhevanop Dhewakul[4],[5] : Anda
- 1999 : 303 Fear Faith Revenge (303 กลัว/กล้า/อาฆาต) de Somching Srisupap : Ghusolnsang
- 2003 : Ghost Delivery (คนสั่งผี) de Tiwa Moeithaisong : Piroyan
- 2004 : Shutter (ชัตเตอร์ กดติดวิญญาณ) de Banjong Pisanthanakun et Parkpoom Wongpoom : Tun
- 2007 : Ploy[6](พลอย) de Pen-Ek Ratanaruang : Nut
- 2007 : Pleasure Factory (快乐工厂) d'Ekachai Uekrongtham  : Chris
- 2007 : Me ... Myself (ขอให้รักจงเจริญ) de Pongpat Wachirabunjong : Tan/Tanya[7]
- 2008 : Bonjour Luang Prabang[8] (Sabaidee Luang Prabang) (สะบายดี หลวงพะบาง)[9] de Sakchai Deenan : Sorn
- 2008 : Pirates de Langkasuka (ปืนใหญ่จอมสลัด)[10] de Nonzee Nimibutr : Pari
- 2008 : The Coffin (โลงต่อตาย / Sarcophage) d'Ekachai Uekrongtham : Chris
- 2008 : Memory (เมมโมรี่ รักหลอน) de Torpong Tunkamhang : Krit

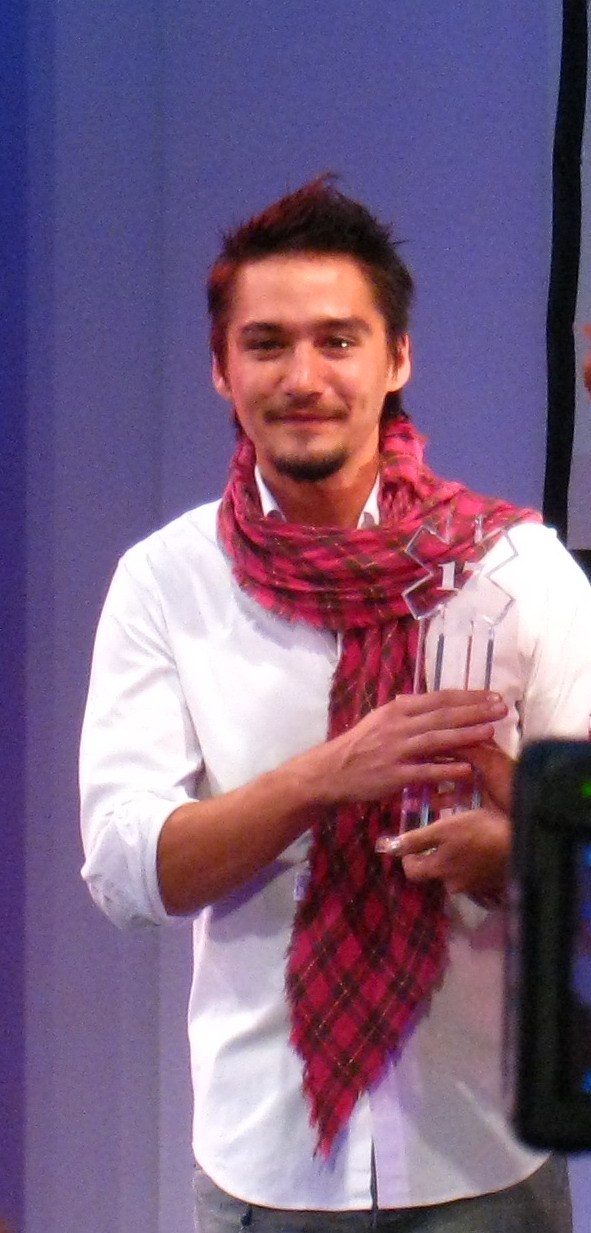
Ananda Everingham en 2008

- Ananda Everingham en 20082008 : The Leap Years (หยุดหัวใจไว้รอเธอ) de Jean Yeo : Jeremy Harvey
- 2008 : Happy Birthday (แฮปปี้เบิร์ธเดย์) de Pongpat Wachirabunjong : Then[11]
- 2010 : Red Eagle (อินทรีแดง) de Wisit Sasanatieng : Rome Rittikrai / The Red Eagle
- 2010 : Hi-So (ไฮโซ) d'Aditya  Assarat: Ananda[12]
- 2010 : Eternity (en) (ชั่วฟ้าดินสลาย)[13] de Bhandevanov Devakula : Sangmong[14]
- 2010 : My Ex 2 : Haunted  Lover (แฟนใหม่) de Piyapan Choopetch : Ex-compagnon de Cee
- 2011 : The Outrage (อุโมงค์ผาเมือง) de M.L. Pundhevanop Devakula : Warlord
- 2012 : Kalayaan d'Adolfo Alix Jr. : Julian
- 2012 : Shambala (ชัมบาลา) de Panjapong Kongkanoy : Tin
- 2013 : The Library (ห้องสมุดแห่งรัก) (moyen métrage) de Nattawut Poonpiriya : Jim Arnothai
- 2013 : Concrete Clouds[15] (ภวังค์รัก) de Lee Chatametikool[16]: Mutt[17]
- 2014 : O.T. Ghost Overtime (โอ.ที. ผี โอเวอร์ไทม์) d'Isara Nadee : Badin
- 2014 : Sway de Rooth Tang : Palm
- 2015 : Love H2O (คนอกหัก) de Suttasit Dechintaranarak : Ohm
- 2016 : Khun Pan[18] (ขุนพันธ์)[19] de Kongkiat Khomsiri[20] : Khun Pan
- 2018: Reside (สิงสู่ / Possessed) de Wisit Sasanatieng : Dej[21]
- 2018 : Khun Pan 2[22]  (ขุนพันธ์ 2)[23] de Kongkiat Khomsiri : Khun Pan
- 2021 : Go Away, Mr. Tumor (ไสหัวไปนายส่วนเกิน) : Kawin
- 2023 : Khun Phan 3 (ขุนพันธ์ 3) : Khun Pan
- 2023 : Supposed (สมมติ)[24]
- 2024 : The Cursed Land (แดนสาป) : Mit[25],[26]

### Télévision
- 2002 : Talay rue im (ทะเลฤาอิ่ม) (Ch.ITV) : Phutawan
- 2014 : Full House : caméo, producteur de Mike
- 2015 : The Mafia Dragon Blood : Tiger
- 2015 : Mafia Luerd Mungkorn: Suea (เลือดมังกร เสือ) : Parob (Ch.3)
- 2019 : Secret Garden Thailand (อลเวงรักสลับร่าง) : Thanat